# Lili Reisenbichler
Lili Reisenbichler (* 1949 in Slowenien) ist eine deutsche Unternehmerin und ehemalige Automobilrennfahrerin.

## Karriere
Lili Reisenbichler stieg 1974 als ausgebildete Fotografin in den Motorsport ein und betätigte sich im Tourenwagensport. Bis 1979 startete sie mit NSU TT, Audi 50 und Ford-Rennwagen in verschiedenen Rennen.
Von 1979 bis 1982 fuhr sie in der Deutschen Rennsport-Meisterschaft (DRM). Ihre ersten DRM-Rennen bestritt sie mit einem BMW M1 in der Division I. 1980 wechselte sie ins Team Ford Berkenkamp Racing und fuhr einen Ford Escort II RS in der Division II bis 1981. In ihrer letzten DRM-Saison ging sie mit einem Ford Capri Turbo des Teams Zakspeed an den Start. Ihre beste Rennplatzierung erzielte sie 1981 beim Rennen auf dem Hockenheimring mit dem achten Rang in der Division II. Ihr bestes Gesamtergebnis erreichte sie im gleichen Jahr mit dem 28. Platz zum Saisonende.
Reisenbichler fuhr 1980 und 1983 in der Tourenwagen-Europameisterschaft. Im ersten Jahr in dieser Rennserie startete sie zusammen mit Mathias Schneider beim Großen Preis der Tourenwagen auf dem Nürburgring mit einem Ford Capri III 3.0 S in der 4. Division und belegte am Ende den 11. Platz. 1983 fuhr sie mit Jürgen Hamelmann einen Ford Escort RS1600i beim Grand Prix Brno und erreichte den 27. Rang.
Einen ihrer größten Erfolge erzielte sie 1980 beim 1000-km-Rennen auf dem Nürburgring 1980. In dem Rennen, das zur Marken-Weltmeisterschaft zählte, wurde sie mit Dieter Selzer und Günther Braumüller in einem Ford Escort RS2000 des Teams Ford Berkenkamp Racing 17. in der Gesamtwertung und Klassensieger in der T-Wertung.
1987 beendete Lili Reisenbichler ihre Motorsportkarriere. Sie arbeitete danach in der Medienbranche und hat ein Immobilien-Unternehmen. Bis 2018 war sie als Botschafterin der Stiftung KinderHerz tätig.